# Samuel Brawand

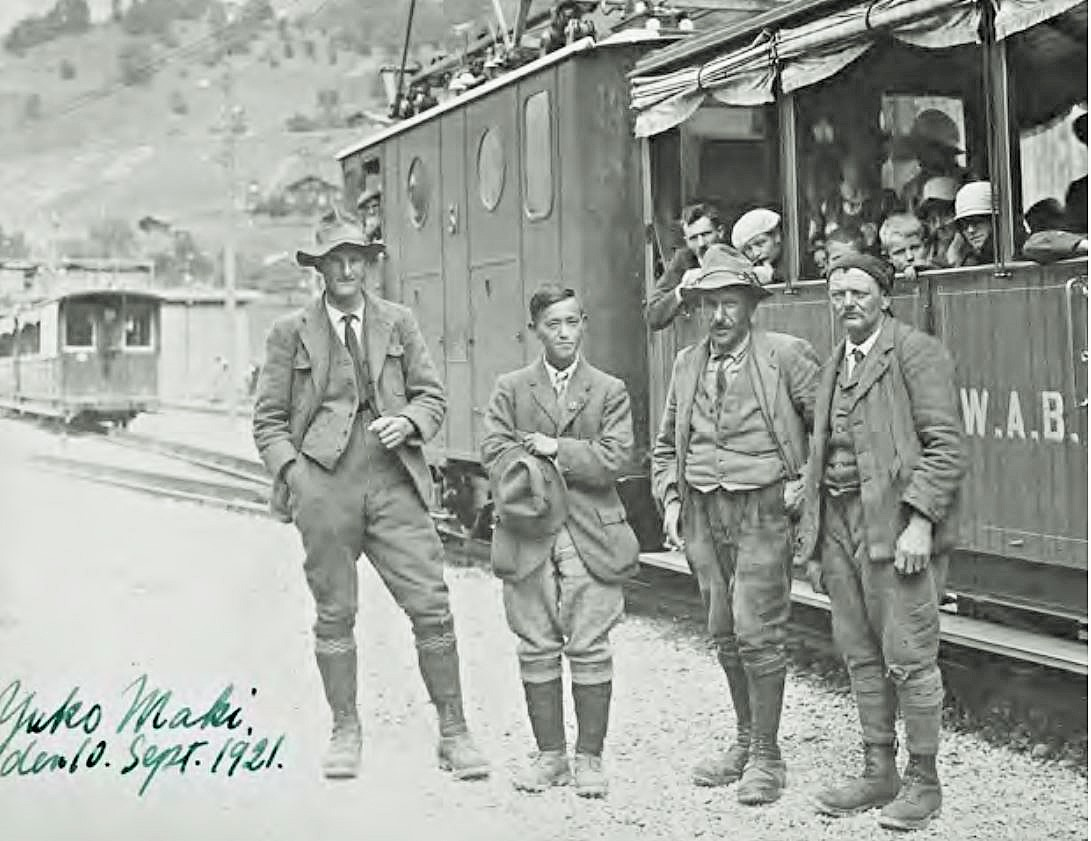
Erstbesteiger Eiger Mittellegigrat 10. September 1921 (von links): Samuel Brawand, Yuko Maki, Fritz Steuri, Fritz Amatter

Samuel Brawand (* 18. Mai 1898 in Grindelwald; † 11. Juli 2001 ebenda) war ein Schweizer Politiker (SP) und Bergsteiger.
Brawand, der aus einfachen Verhältnissen stammte, verlor im Alter von vier Jahren seinen Vater, einen Bergführer, der auf dem Gipfel des Wetterhorns von einem Blitz getötet wurde. Nachdem Brawand das Lehrerseminar in Hofwil absolviert hatte, arbeitete er als Primarlehrer, Kleinlandwirt und Viehzüchter und sehr intensiv als Bergführer vor allem von Bergsteigern aus Japan. Als Bergsteiger machte er sich einen Namen durch die Erstbesteigung des Mittellegigrates am 10. September 1921. Auf dieser Tour fungierte er als Bergführer von Maki Yūkō.
Seine erste politische Funktion hatte Brawand als Gemeinderat in Grindelwald inne. Von 1933 bis 1935 gehörte er dem Grossen Rat des Kantons Bern an und von 1935 bis 1947 dem Nationalrat. Während des Zweiten Weltkriegs präsidierte Brawand die Begnadigungskommission des Nationalrats. Von 1947 bis 1962 war Brawand Regierungsrat des Kantons Bern und stand der Bau- und Eisenbahndirektion vor. Von 1962 bis 1968 war er Direktor der BLS. Von 1955 bis 1967 gehörte er erneut dem Nationalrat an. Als Präsident der eidgenössischen Strassenbaukommission setzte Brawand wichtige Impulse für den Nationalstrassenbau in der Schweiz. Brawand gehörte dem Verwaltungsrat mehrerer Eisenbahnunternehmungen an, war Mitglied der Internationalen Simplonkommission und Präsident der Kraftwerke Oberhasli.
Am 9. Dezember 1961 wurde Brawand Ehrenbürger seiner Heimatgemeinde Grindelwald. 1962 ehrte ihn die Universität Bern mit einem Ehrendoktorat. Bekanntheit erlangte Brawand auch als Mundartschriftsteller und als Verfasser von Untersuchungen zur Grindelwalder Mundart.
Seine Tochter Margrit Schläppi-Brawand (* 1925) engagierte sich für das Frauenstimmrecht und wurde 1986 als erste Frau Präsidentin des Kantonsparlaments.